# Hymenocephalus gracilis
Hymenocephalus gracilis es una especie de pez de la familia Macrouridae en el orden de los Gadiformes.

## Alimentación
Come crustáceos  planctónicos.

## Morfología
• Los machos pueden llegar alcanzar los 13 cm de longitud total.

## Hábitat
Es un pez de aguas profundas que vive entre 160-345 m de profundidad.

## Distribución geográfica
Se encuentra en el Marruecos, Zanzíbar, Luzón (Filipinas), el Japón y el sureste del Pacífico.